# Яблонская, Татьяна Ниловна

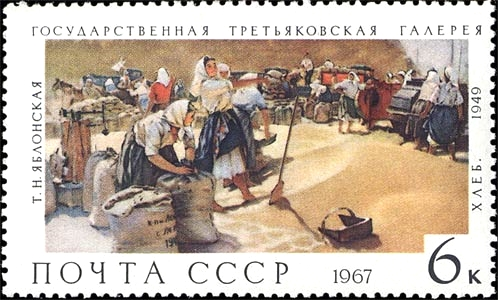
Почтовая марка СССР, 1967 год:
картина «Хлеб», 1949 год

Татья́на Ни́ловна Ябло́нская (укр. Тетяна Нилівна Яблонська; 11 [24] февраля 1917, Смоленск — 17 июня 2005, Киев) — советская украинская художница-живописец, график, педагог. Народный художник СССР (1982). Лауреат двух Сталинских премий второй степени (1950, 1951), Государственной премии СССР (1979) и Национальной премии им. Т. Шевченко (1998), Герой Украины (2001).

## Биография
В 1928 году семья Яблонской переехала в Одессу, в 1930 — в Каменец-Подольский, где она окончила семилетку, затем в 1934 — в Луганск.
В 1933 году поступила в Киевский художественный техникум. В 1935 году, после закрытия техникума, стала студенткой живописного факультета Киевского художественного института (ныне Национальная академия изобразительного искусства и архитектуры), где проучилась до 1941 года. Окончила институт по специальности «художник-живописец» (мастерская Фёдора Кричевского).
На протяжении всей своей творческой жизни участвовала в многочисленных всеукраинских, всесоюзных и международных выставках, среди которых самыми значительными были:
- 1956 — XXVIII Международная художественная выставка в Венеции (биеннале)
- 1958 — Всемирная выставка в Брюсселе.

Начиная со студенческих лет, имела более чем 30 персональных выставок в Москве, Лондоне, Будапеште, Киеве, других городах. Картина «Перед стартом» (1947) не была удостоена Сталинской премии из-за объявленной тогда борьбы с формализмом.
Слава и официальное признание не сказались на творческой натуре художницы. Многочисленные государственные награды, депутатство в Верховной Совете Украинской ССР, участие в руководящих органах творческих союзов Украины и СССР не смогли затмить самого большого счастья — творчества. Более того, у художницы хватало смелости идти вопреки линии партии, когда она чувствовала свою правоту — в 1968 году на съезде художников Украины она выступила с резкой критикой «опеки» искусства со стороны партийных органов. После съезда её картину «Жизнь продолжается» сняли с выставки «за идеологически неправильный подход», а сама художница имела жёсткий разговор с тогдашним секретарем ЦК КП Украины по пропаганде Андреем Скабой. После откровенных угроз её сняли со всех должностей. Спустя несколько месяцев самого А. Скабу сняли с должности «за разрыв с творческой интеллигенцией», а её восстановили в прежнем статусе.
Практически весь тираж её альбома в народном стиле со стихами Ивана Драча был уничтожен «за национализм».
С 1947 по 1973 года преподавала в Киевском государственном художественном институте, её учениками является множество известных художников Украины. Профессор (1967).
С 1944 года — член Союза художников Украинской ССР. С 1975 года — действительный член АХ СССР. С 1997 года — действительный член АХ Украины.
Депутат Верховного Совета Украинской ССР (1951—1959).
После инсульта, случившегося в 1999 году, была прикована к инвалидному креслу.
Похоронена на Байковом кладбище.

### Семья
- Отец — Нил Александрович Яблонский (1888—1944), художник, график, преподаватель словесности.
- Сестра — Елена Ниловна Яблонская (1918—2009), художница.
- Брат — Дмитрий Нилович Яблонский (1921—2001), советский и украинский архитектор, доктор архитектуры (1974), профессор (1978). Заслуженный архитектор Украины (1999).
- Первый муж — Сергей Борисович Отрощенко (1910—1988), живописец, монументалист, театральный художник.
  - Дочь — Елена Сергеевна Бейсембинова (Отрощенко; род. 1941) (изображённая на картине «Утро»), художница.
    - Внук — Зангар Арсенович Бейсембинов (род.  1962), художник[5].

  - Дочь — Ольга Сергеевна Отрощенко (1947—1999), художница.
- Второй муж — Армен Аршакович Атаян (1922—2021), армянский и украинский художник, живописец[6]
  - Дочь — Гаянэ Арменовна Атаян (р. 1959), украинская художница
    - Внучка — Ирина Атаян, художница.

## Звания и награды
- Герой Украины (2001) — за самоотверженное служение Украине на ниве изобразительного искусства, выдающиеся творческие достижения и заслуги
- Народный художник Украинской ССР (1960)
- Народный художник СССР (1982)
- Сталинская премия второй степени (1949) — за картину «Хлеб» (1949)
- Сталинская премия второй степени (1951) — за картину «Весна» (1951)
- Государственная премия СССР (1979) — за картину «Лён» (1977)
- Национальная премия Украины имени Тараса Шевченко (1998) — за работы последних лет
- Орден Трудового Красного Знамени (1951)
- Орден Дружбы Народов (1977)
- Почётный знак отличия Президента Украины (1994)[7]
- Орден «За заслуги» II степени (1997)[8]
- Медаль «В память 1500-летия Киева» (1982)
- Бронзовая медаль Всемирной выставки в Брюсселе (1958) — за картину «Хлеб» (1949)
- Серебряная медаль АХ СССР (1974) — за картину «Вечер. Старая Флоренция»
- Почётный гражданин Киева (2001)[9]
- Золотая медаль АХ СССР (1987) — за серию портретов
- Золотая медаль Академии художеств Украины (2004) — за значительные творческие достижения

Яблонская Т.Н. Голубой город, 1987.

## Персональные выставки
- 1992 — выставка живописи, Киевский музей русского искусства
- 1993 — выставка живописи «Из глубин души», Национальный художественный музей Украины, Киев
- 1996 — выставка живописи «Окна», Киевский музей русского искусства
- 1996 — выставка живописи, галерея «27», Корк-стрит, Лондон
- 1997 — ретроспективная выставка живописи к 80-летию со дня рождения, Национальный художественный музей Украины, Киев
- 1999 — выставка графики (рисунок, акварель), Украинская Академия художеств
- 1999 — выставка темперных работ «Воспоминания», Национальный художественный музей Украины, Киев
- 2002 — выставка живописи «Времена года», Национальный художественный музей Украины, Киев
- 2004 — выставка работ из серии «Времена года», Украинский культурный центр, Москва
- 2004 — выставка пастели, Киевский музей русского искусства
- 2006 — передвижная выставка живописных работ 1990-х в трёх городах Украины — (Черкассы, Донецк, Мариуполь)
- 2006 — выставка «Пастель 2003—2005 годов», Национальный художественный музей Украины, Киев
- 2018, 2 февраля — 12 марта — выставка «Прислушиваясь к себе», Музей книги и книгопечатания Украины (Киев), более 70 произведений позднего периода из собрания семьи художницы.

## Выставки к 100-летию со дня рождения
- 24.02-23.04.2017 — «И воспоминания, и мечты», Национальный художественный музей Украины, Киев
- 03.03-01.04.2017 — Из фондов музея, Одесский художественный музей
- 14.02-14.03.2017 — «Вдохновение иногда приходит неожиданно…», Киевский национальный музей русского искусства
- 17.02-05.03.2017 — «Лирика», Национальный музей литературы Украины, Киев
- 23.02-12.03.2017 — выставка живописи, графики, Центральный дом художника, Киев
- 24.02-05.03.2017 — «Татьяна Яблонская: мысли, чувства, поиск…», Днепропетровский художественный музей
- 2017 — «Татьяна Яблонская и классики украинской живописи XX столетия», Полтавский художественный музей
- 01.03-…2017 — «Эпоха Татьяны Яблонской», Запорожский областной художественный музей
- февраль 2017 — Из фондов музея, Хмельницкий областной художественный музей

## Музеи, в которых находятся произведения Татьяны Яблонской
- Государственная Третьяковская галерея (Москва, здесь хранится картина «Утро» 1954 года)
- Государственный Русский музей (Санкт-Петербург)
- Сосновоборский художественный музей современного искусства (г. Сосновый Бор, Ленинградская область)
- Музей Драконов (Тайвань)
- Национальный художественный музей Украины
- Киевская картинная галерея
- Одесский художественный музей
- Запорожский областной художественный музей
- Харьковский художественный музей
- Полтавский художественный музей
- Красноярский государственный художественный музей им. В.И. Сурикова

- Львовская картинная галерея

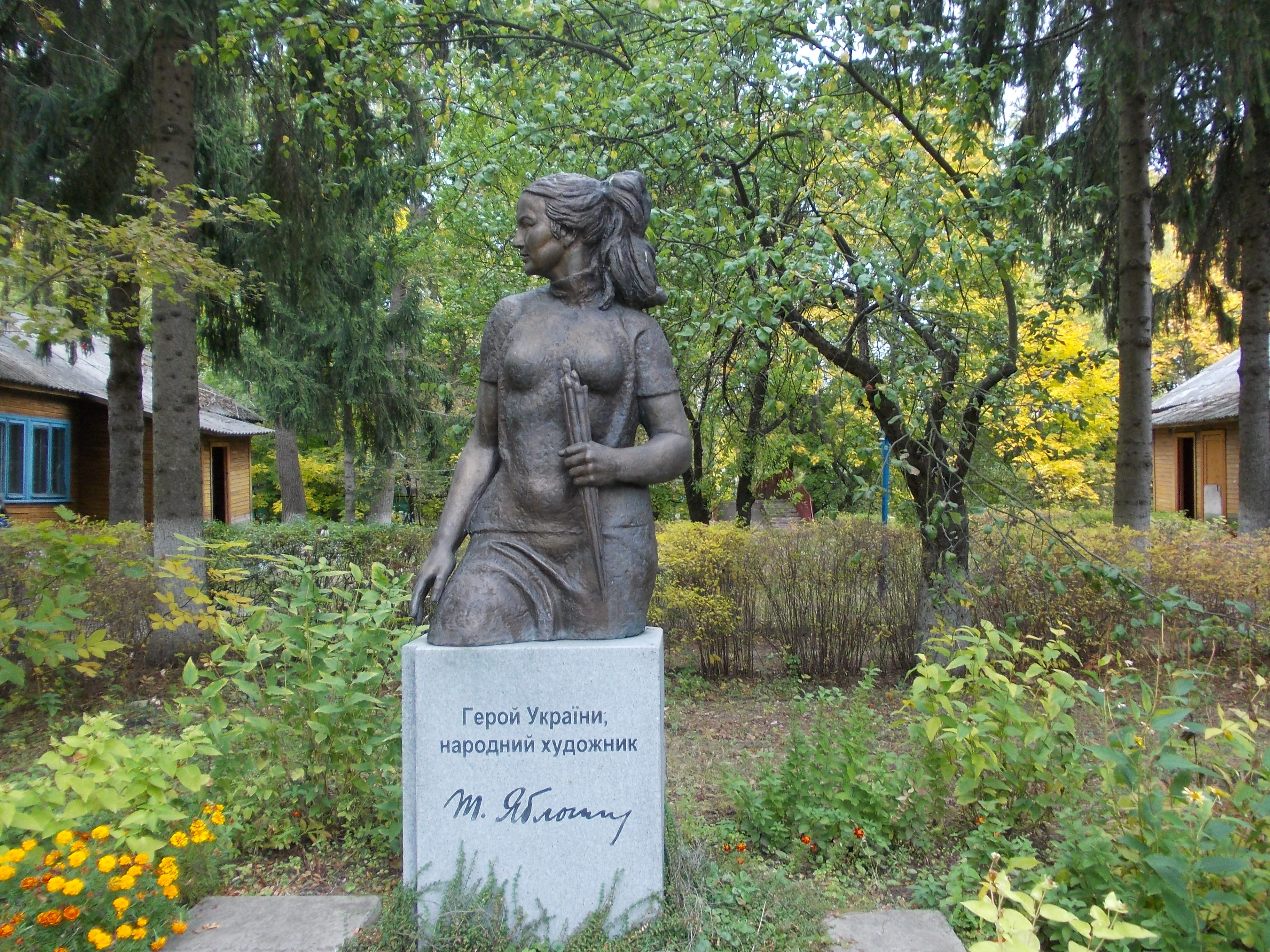
Памятник Т. Яблонской в Седневе

- Горловский художественный музей, и другие.

## Память
- В 2005 году депутаты Киевского совета приняли решение о создании музея Героя Украины Т. Яблонской и присвоении её имени одной из столичных улиц[3].
- 21 февраля 2017 года Национальный банк Украины ввёл в обращение посвящённую Т. Яблонской памятную монету номиналом в 2 гривны[10].